# セーカーハヤブサ

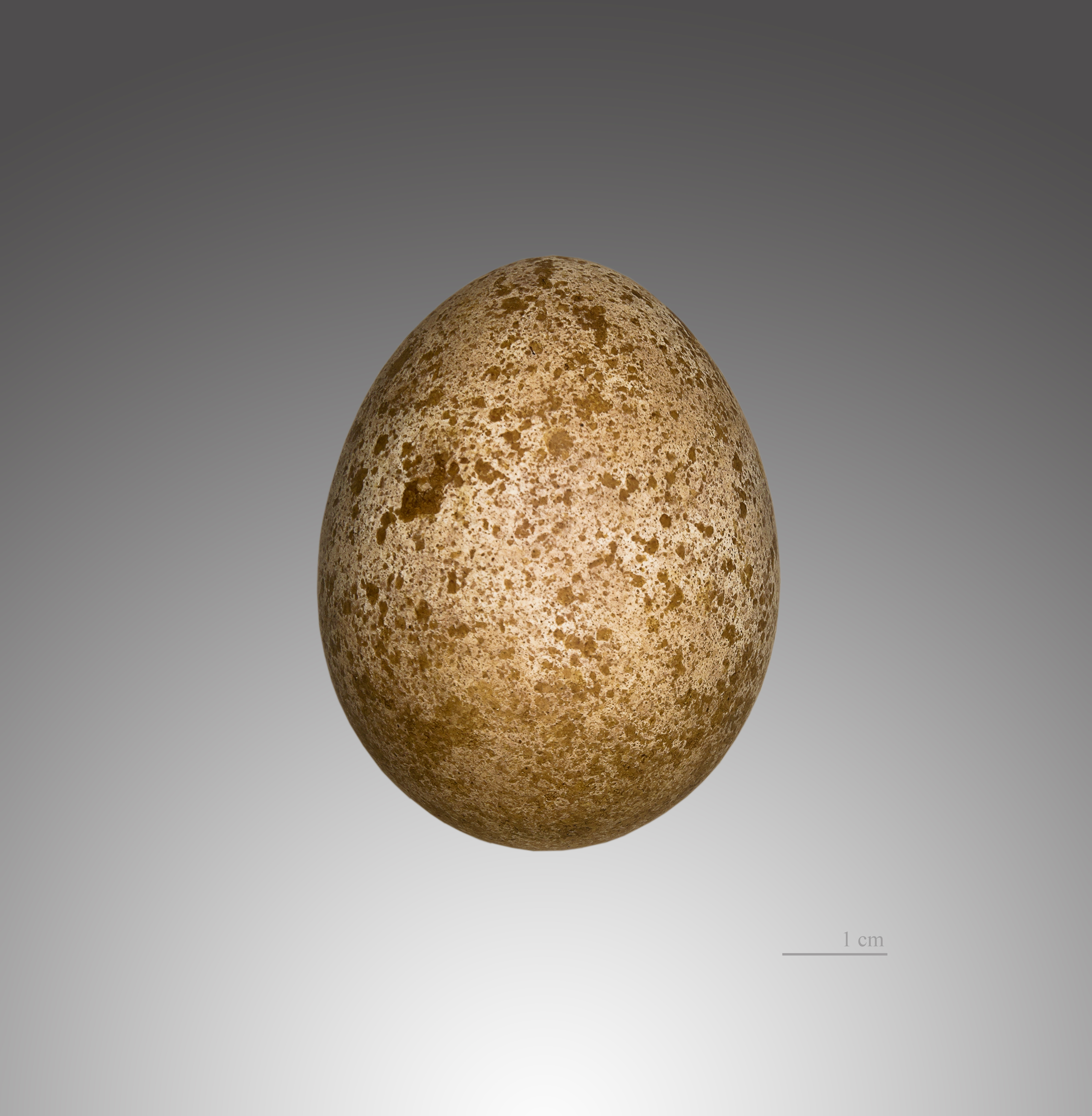
Falco cherrug

セーカーハヤブサ（学名：Falco cherrug）は、鳥綱ハヤブサ目ハヤブサ科ハヤブサ属に分類される鳥。セイカーハヤブサと表記されることもある。別名ワキスジハヤブサ。

## 分布
ユーラシア大陸に分布する。
日本では2008年4月に沖縄県宮古島で初めて記録された。

## 形態
全長43-56 cm。

## 生態
ステップなどの平原に生息する。
食性は動物食で、鳥類、哺乳類を捕食する。

## 人間との関わり
鷹狩に使われる。